# Mur pruski

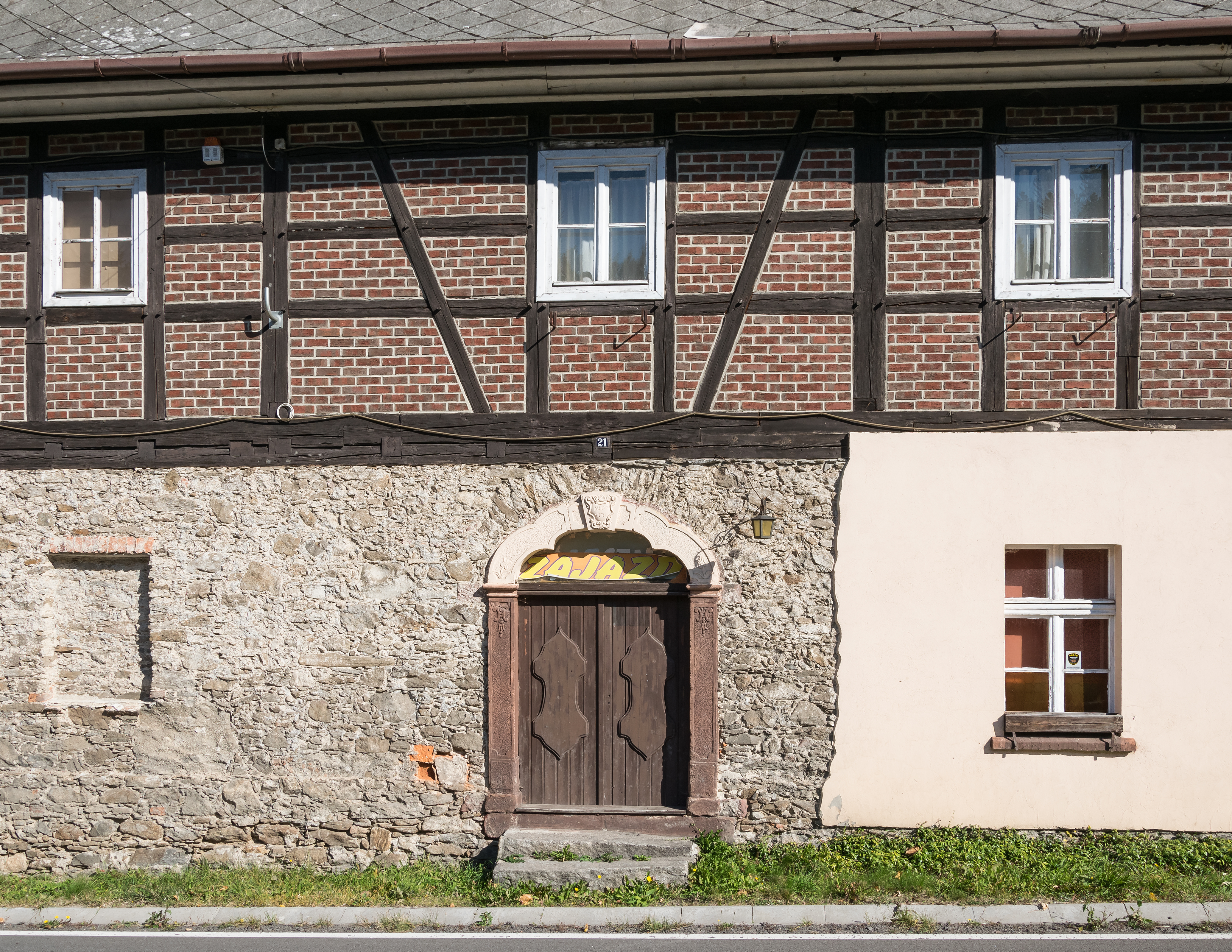
Fragment budynku z murem pruskim

Mur pruski – rodzaj ściany szkieletowej, inaczej ryglowej, ramowej lub fachówki (z niem. Fachwerk), wypełnionej murem z cegły, często mylony z szachulcem, czyli ścianą szkieletową z wypełnieniem gliniano-słomianym lub gliniano-trzcinowym. Jego konstrukcja drewniana jest widoczna, często impregnowana i może być traktowana także jako element dekoracyjny. Ceglane pola elewacji, zwykle już w trakcie użytkowania budynku, mogły ulegać tynkowaniu i bieleniu, co nadawało im pozorny wygląd bielonej elewacji szachulcowej.

## Historia
Mur pruski w Polsce znany jest od średniowiecza i często był spotykany w miastach, zamkach, kościołach. W XVII-wiecznych ilustracjach pojawia się określenie o domach „budowanych na sposób pruski”. Rozpowszechnił w XIX w. na terenach ówcześnie należących do Prus (stąd potoczna nazwa „mur pruski”), co badacze wiążą ze sprzyjającym temu prawem i zaleceniami administracyjnymi pruskiego rządu. Nie bez znaczenia była w owym czasie powszechna i łatwa dostępność gliny, jako materiału budulcowego, w stosunku do znacznie mniejszej (lub elitarnej) dostępności innych materiałów budulcowych (drewno czy łatwy w obróbce kamień).

## Występowanie
Budownictwo ryglowe stosowane było w budownictwie mieszkalnym i gospodarczym głównie w Europie Północnej, w Anglii, Niemczech, Francji, Holandii, Belgii, Danii i Szwecji, zachodniej i północnej Polsce.
W Polsce budowle z muru pruskiego występują na Śląsku, w zachodniej i północno-wschodniej Polsce, na Kaszubach (zabytkowe zabudowania w Swołowie i na Helu, w Łęgowie) czy Warmii i Mazurach.

## Konstrukcja
Elementy ściany ryglowej to:
- podwalina – belka oparta na całej długości na fundamencie i zakotwiona w nim. Podwaliny łączy się na długości na nakładkę. Od wilgoci zawartej w gruncie drewno chroni się izolacją poziomą z papy.
- oczep – górna belka zamykająca ścianę, przejmuje obciążenia od belek stropowych lub krokwi dachowych.
- słupki – w rozstawie ok. 1,0–1,5 m. Słupki połączone są z podwaliną i oczepem na czopy.
- zastrzały – ukośne belki w skrajnych polach przenoszące siły parcia wiatru i zapewniające stateczność budynku. Z podwaliną i oczepem łączy się je na wręby.
- rygle (rozwory) – elementy dzielące pola między słupami i ograniczające otwory okienne i drzwiowe. Ich zadaniem jest przejęcie obciążenia od wypełnienia i przekazanie go na słupki. Rygle ze słupkami łączy się na wręby ukośne, a z zastrzałami – na czopy.

## Typologia
W Polsce wyróżnia się kilka typów domów szachulcowo-ryglowych:
- dolnośląski
- kaszubski
- lubuski
- łużycki
- sudecki
- wielkopolski
- pyrzycki